# Römisch-katholische Kathedrale von Banjul

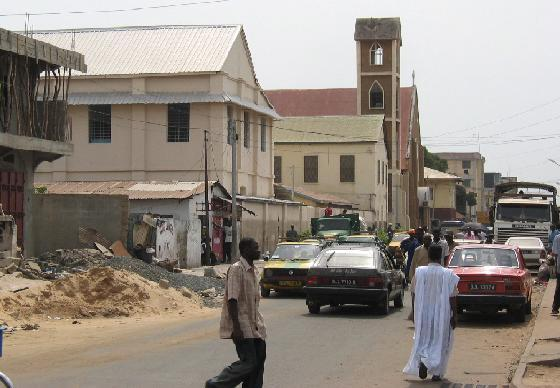
Die römisch-katholische Kathedrale mit dem roten Dach hinter dem Turm

Die römisch-katholische Kathedrale von Banjul (auch englisch Cathedral of Our Lady of the Assumption, Mariä Himmelfahrt genannt) ist ein Kirchengebäude der römisch-katholischen Kirche in der gambischen Hauptstadt Banjul.

## Beschreibung
Sie liegt an der Hagan Street, Ecke Picton Street, wo sie das Straßenbild dominiert. Sie ist größer als die anglikanische Kathedrale. Erbaut wurde die Kirche zur kolonialen Zeit Gambias von 1913 bis 1916. Den Status einer Kathedrale bekam sie, als Bathurst, so der ehemalige Name von Banjul, 1957 zur Diözese erhoben wurde. Damit ist die Kathedrale der Sitz des Bistums Banjul.
Bei seiner Reise über Senegal, Gambia und Guinea traf sich Papst Johannes Paul II. am 23. Februar 1992 mit gambischen Priestern in der Kathedrale.